# ميلاغروس سيغويرا
ميلاغروس سيغويرا (بالإسبانية: Milagros Sequera) مواليد 30 سبتمبر 1980 في فنزويلا، هي لاعبة كرة مضرب فنزويلية سابقة بدأت مسيرتها كمحترفة سنة 1999 وكانت تلعب باليد اليمنى، اعتزلت اللعب في 2009. أعلى تصنيف لها في الفردي كان المركز الـ 48 في سنة 2007. سبق أن شاركت في دورة الألعاب الأولمبية الصيفية.

## النهائيات

### الفردي: 2 (1–1)
| الحصيلة | الرقم | التاريخ       | البطولة     | الأرضية | المنافس في النهائي | النتيجة في النهائي |
| ------- | ----- | ------------- | ----------- | ------- | ------------------ | ------------------ |
| الوصافة | 1.    | 2 نوفمبر 2003 | كيبيك, كندا | سجاد    | ماريا شارابوفا     | 2-6 انسحاب         |
| الفوز   | 1.    | مايو 20, 2007 | فاس، المغرب | ترابية  | ألكسندرا فوزنياك   | 6–1 6–3            |

### الزوجي (4) (3-1)
| الحصيلة | الرقم | التاريخ       | الدورة                               | الأرضية | الشريك    | المنافس                              | النتيجة            |
| الفوز   | 1.    | 1 مارس 2004   | بطولة أكابولكو للتنس، المكسيك        | ترابية  | ليزا مكشي | أولغا بلاهوتوفا غابرييلا نافراتيلوفا | 2–6, 7–6(7–5), 6–4 |
| الفوز   | 2.    | 17 مايو 2004  | ستراسبورغ، فرنسا                     | ترابية  | ليزا مكشي | تينا كريزان كاترينا سريبوتنيك        | 6–4, 6–1           |
| الوصافة | 1.    | 7 يونيو 2004  | برمنغهام, المملكة المتحدة            | عشبية   | ليزا مكشي | ماريا كيريلينكو ماريا شارابوفا       | 2–6, 1–6           |
| الفوز   | 3.    | 14 يونيو 2004 | بطولة روزمالين العشبية للتنس, هولندا | عشبية   | ليزا مكشي | يلينا كوستانيتش توسيتش كلودين سشول   | 7–6(7–3), 6–3      |

## الميداليات
| الميدالية | المسابقة                    |
| --------- | --------------------------- |
| ذهبية     | دورة الألعاب الأمريكية 2003 |
| ذهبية     | دورة الألعاب الأمريكية 2007 |

## روابط خارجية
- ميلاغروس سيغويرا على موقع رابطة محترفات التنس (الإنجليزية)
- ميلاغروس سيغويرا على موقع الاتحاد الدولي لكرة المضرب (الإنجليزية)
- ميلاغروس سيغويرا على موقع كأس بيلي جين كينغ (الإنجليزية)
- ميلاغروس سيغويرا على موقع خلاصة التنس.كوم (الإنجليزية)
- ميلاغروس سيغويرا على موقع إي إس بي إن.كوم (الإنجليزية)
- ميلاغروس سيغويرا على موقع أوليمبيديا (الإنجليزية)